# Польський цвинтар (Житомир)
Пóльський цви́нтар (пол. Cmentarz polski w Żytomierzu або пол. Cmentarz rzymskokatolicki w Żytomierzu) — історичне кладовище у м. Житомирі, пам'ятка історії, архітектури та монументального мистецтва місцевого значення.

## Історія

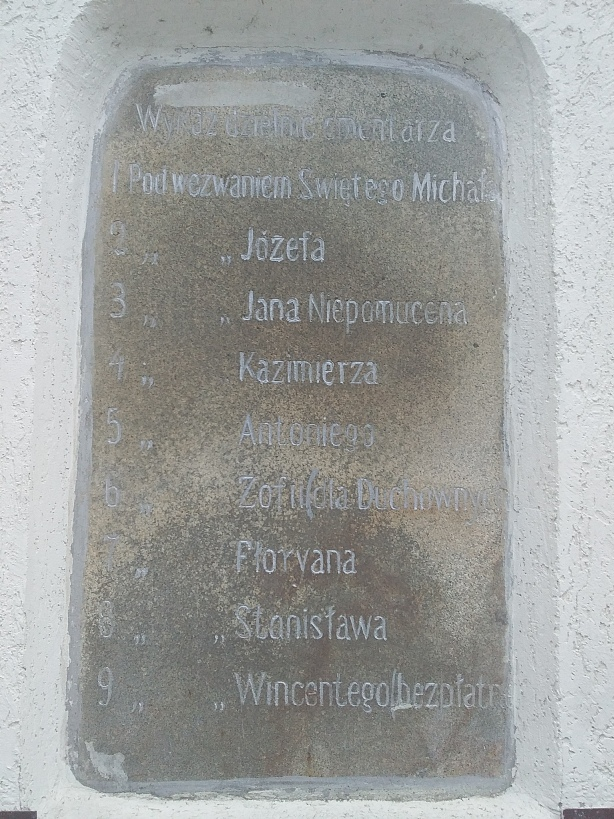
Таблиця із зазначенням ділянок

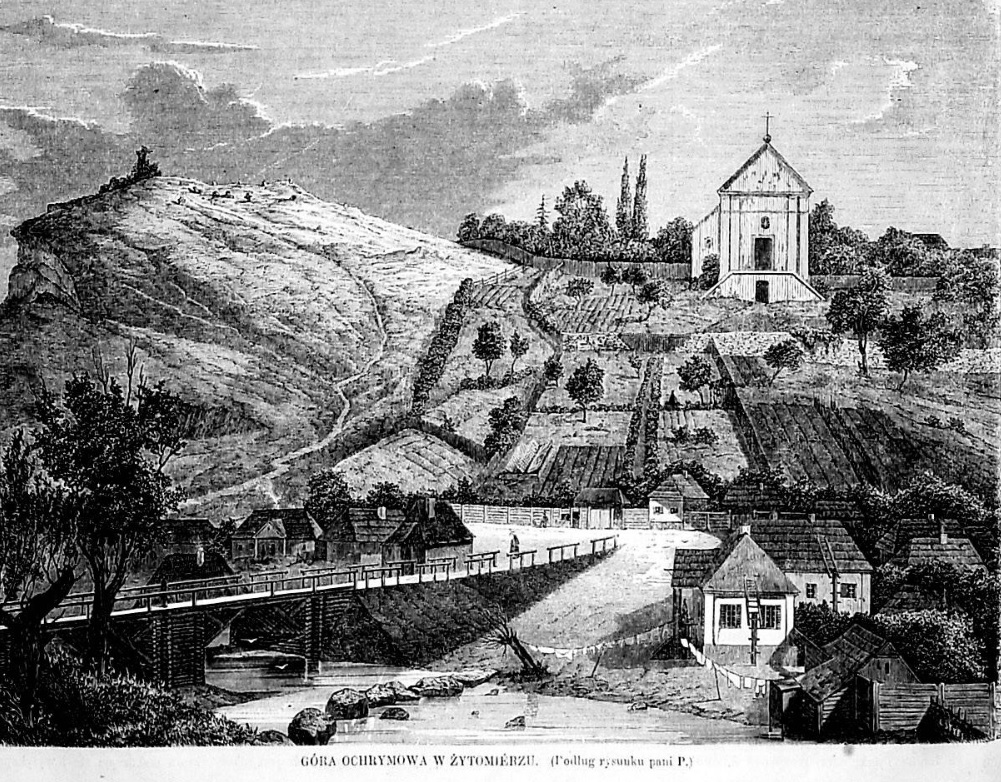
Вид на Охрімову гору з залишками поховань, 1863

Після Люблінської унії 1569 року місто увійшло до складу Речі Посполитої, а у 1775 році уряд Польщі визнав Житомир одним із столичних міст. З переходом Житомира до складу Російської держави у 1804 р. місто стало столицею Волинської губернії. Відповідно до політики царського уряду з початку XIX ст. край активно заселяється вихідцями з Польщі з метою поширення у Росії землеробства і промисловості. Проведений у 1884 р. перепис населення виявив, що в Житомирському повіті проживало тоді 39578 поляків, що становило 13,9 % усіх мешканців повіту та було найвищим показником у губернії.
Перший відомий некрополь житомирських християн, православних та католиків, знаходився на Охрімовій горі, на лівому березі річки Кам'янки. Дата заснування некрополя невідома, але ще у 1930-х рр. дослідниками було зафіксовано поодинокі кам'яні хрести з напівстертими написами 16-17 століть. У 1788 році на католицькому кладовищі побудували каплицю Святого Миколая з усипальницею.
Під впливом просвітницьких течій, з гігієнічних міркувань, по всій Європі ліквідовувалися міські кладовища, місця для поховань облаштовують за межами міст. Відтак, у 1799 році польська громада купила на території Нової Рудні (нині вулиця Короленка) ділянку, на якій у 1800 році було засноване нове католицьке кладовище. Багатьох померлих було ексгумовано та перенесено з Охрімової гори на нове місце. Найстаріше відоме поховання, що збереглося до нашого часу — фрагмент надгробку Юзефіни Скальцовської (1816 рік).
У 1840 році на кладовищі побудували каплицю Святого Станіслава. У тому ж році у нову каплицю перенесли останки з каплиці Святого Миколая. Каплиця Святого Станіслава була зруйнована під час Другої світової війни та відбудована вже на початку 2000-х.
Таблиця на вхідній брамі, що збереглася до нашого часу, засвідчує, що цвинтар поділявся на дев'ять ділянок, кожна з яких носила ім'я небесного покровителя, зокрема на ділянці Святої Софії хоронили духовенство, на безкоштовній ділянці Святого Вінцента — незаможних людей. З часом, у зв'язку із збільшенням поховань, виникла потреба у збільшенні площі кладовища, відтак у 1938 році управа кладовища звернулося до міської влади з відповідним проханням. Згоди на збільшення території цвинтара не була надана, як наслідок, почалася масова ліквідація старих могил, що тривало аж до його закриття у 1976 році.
Вважається, що образ цього кладовища надихнув письменника Володимира Короленка на написання творів «У поганому товаристві» («Діти підзмелля») (1885) та «Історія мого сучасника» (1910).

## Опис
Кладовище має площу 9 га, розташоване на пагорбах над річкою Кам'янкою. Територія озеленена, є штучні насадження та залишки дубово-соснового лісу віком понад 200 років.
У 1994—1995 групою студентів Кафедри Архітектури і Охорони історичних будівель Свентокшицької політехніки у м. Кельце (Польща) на чолі з доктором Тадеушем Рудковським було здійснено інвентаризацію та опис 2222 пам'ятників. Під час дослідження було виявлено, що абсолютна більшість надгробків зроблена з каменю твердих порід — граніт, лабрадорит та габро. Більше половини надгробків представляють дві моделі — «хрест на пні дерева» та «хрест на скельках». У межах цвинтаря розташовані катакомби: більш нові (1907 рік) — за брамою, ліворуч, більш старі (80-ті роки 19 століття) — поблизу каплиці.
Серед фігурних скульптур зберігся надгробний мармуровий пам'ятник на могилі Станіслави Пашковської (1875—1903) у вигляді ангела, що стоїть навколішки біля хреста. Серед нечисленних металевих надгробків слід відмітити поховання Ельжбети Урбановської (1854 рік) у неоготичному стилі, що має вигляд вежі з ажурними елементами. Цікавою з точки зору форми є склеп-піраміда над похованням Юзефи Липської (1893), облицьованими сірими гранітними плитами. На деяких надгробках збереглися позначки місцевих майстрів, зокрема Генріха Олішкевича та Вацлава Длоугі.
За весь час існування кладовища значна увага його охороні не приділялася, багато поховань було пограбовано, зруйновано та знищено. Відновлене частково, потребує проведення ремонтно-реставраційних робіт, впорядкування та благоустрою.

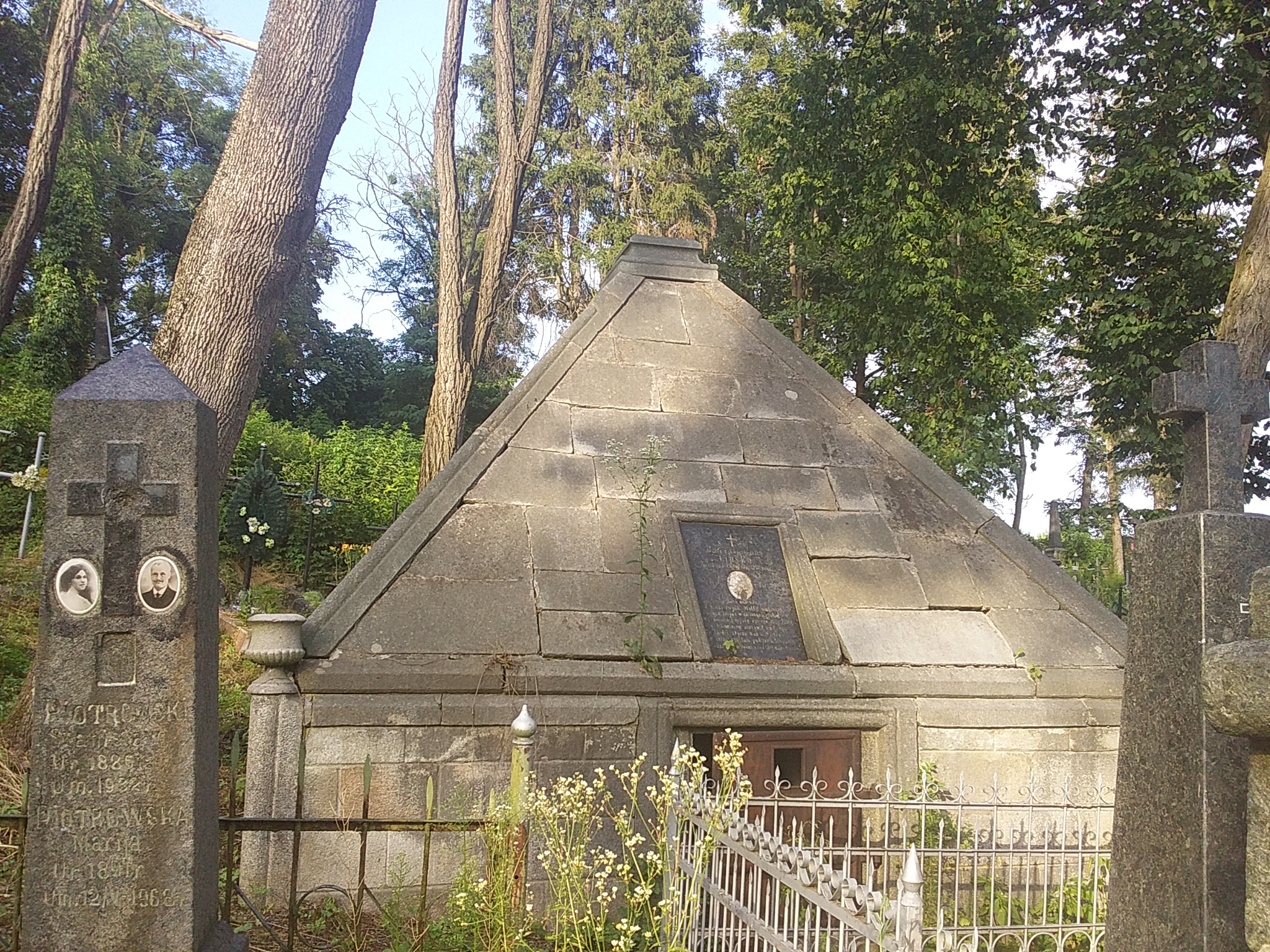
Склеп-піраміда
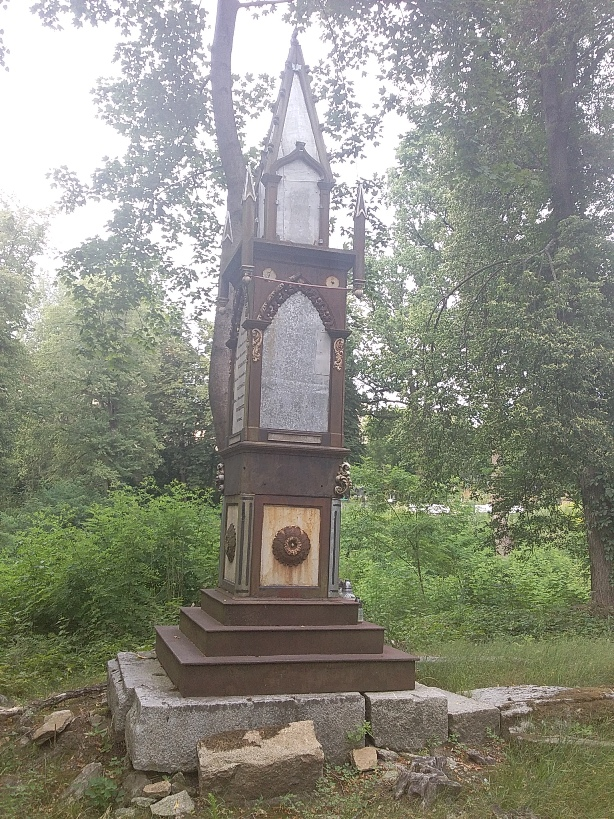
Поховання Ельжбети Урбановської
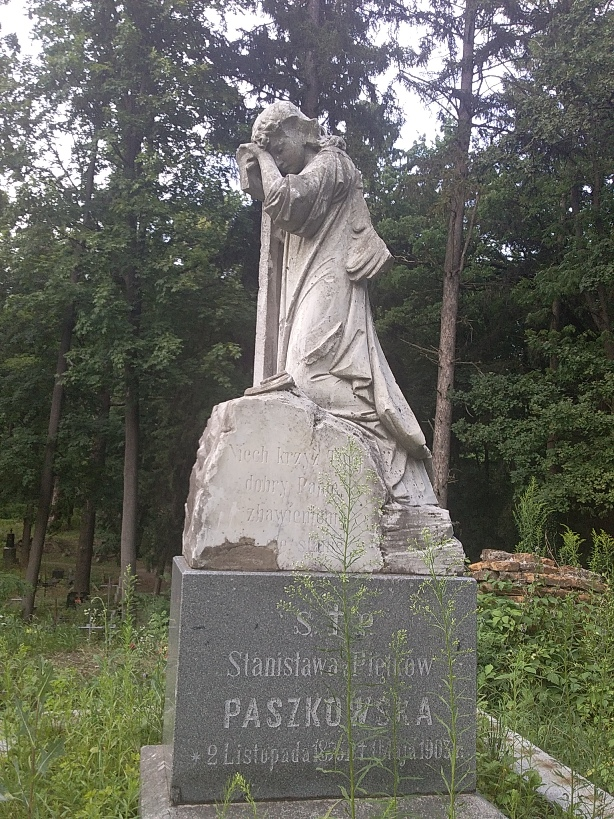
Надгробок на могилі Станіслави Пашковської
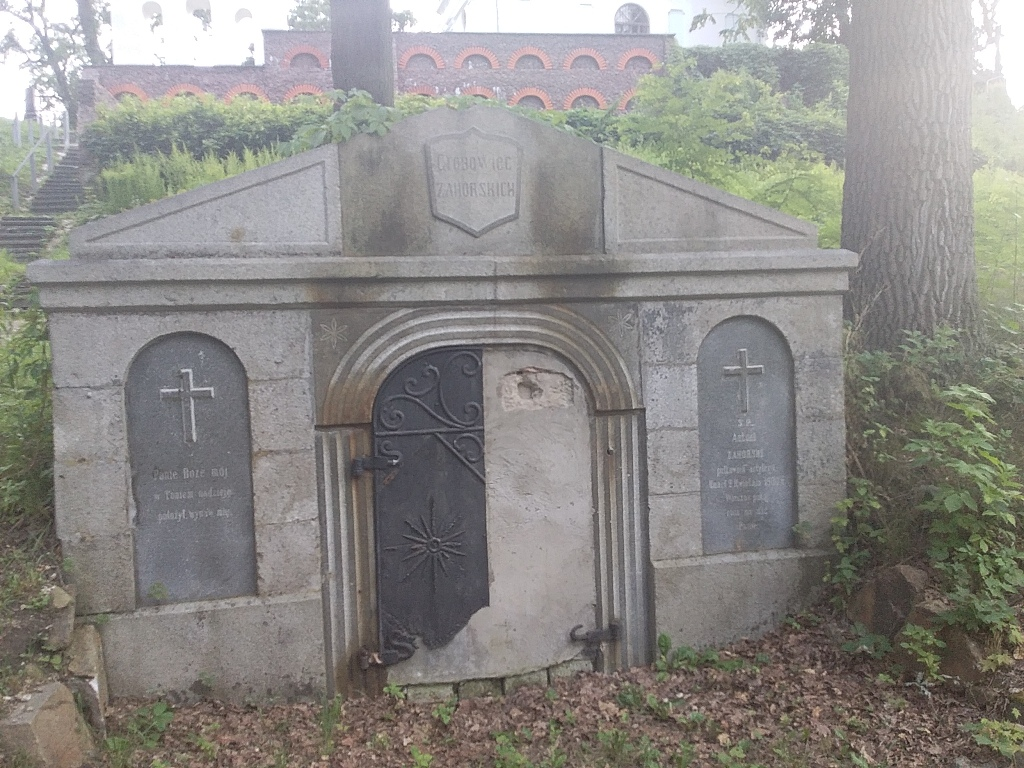
Родинне поховання Захорських
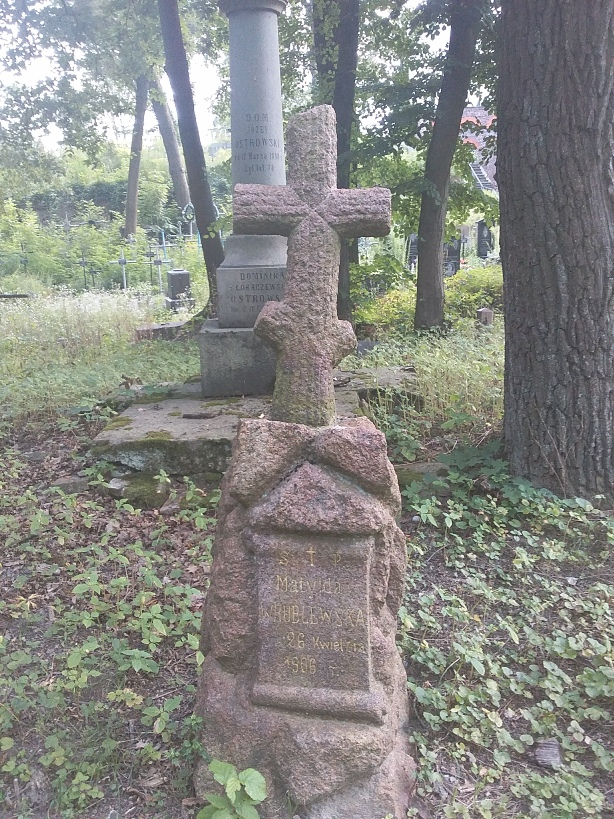
"Хрест на скельках"
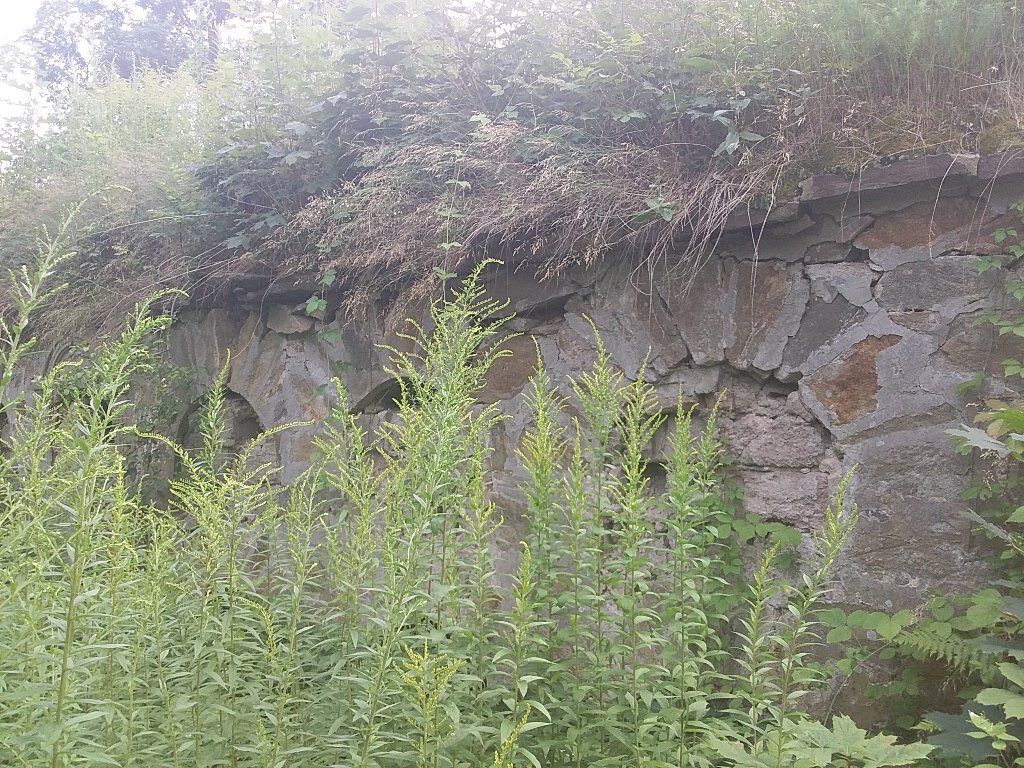
Старі катакомби
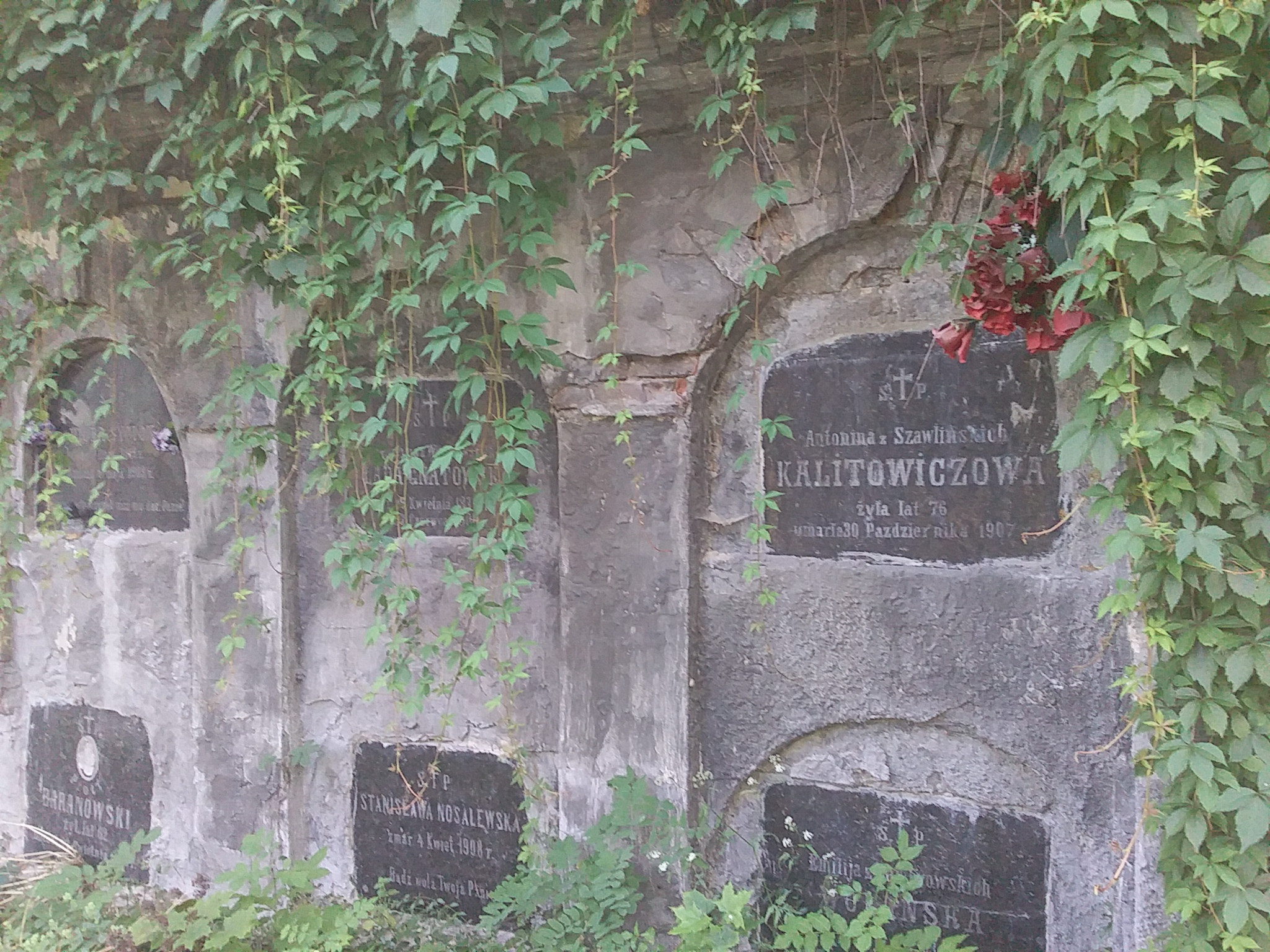
Нові катакомби
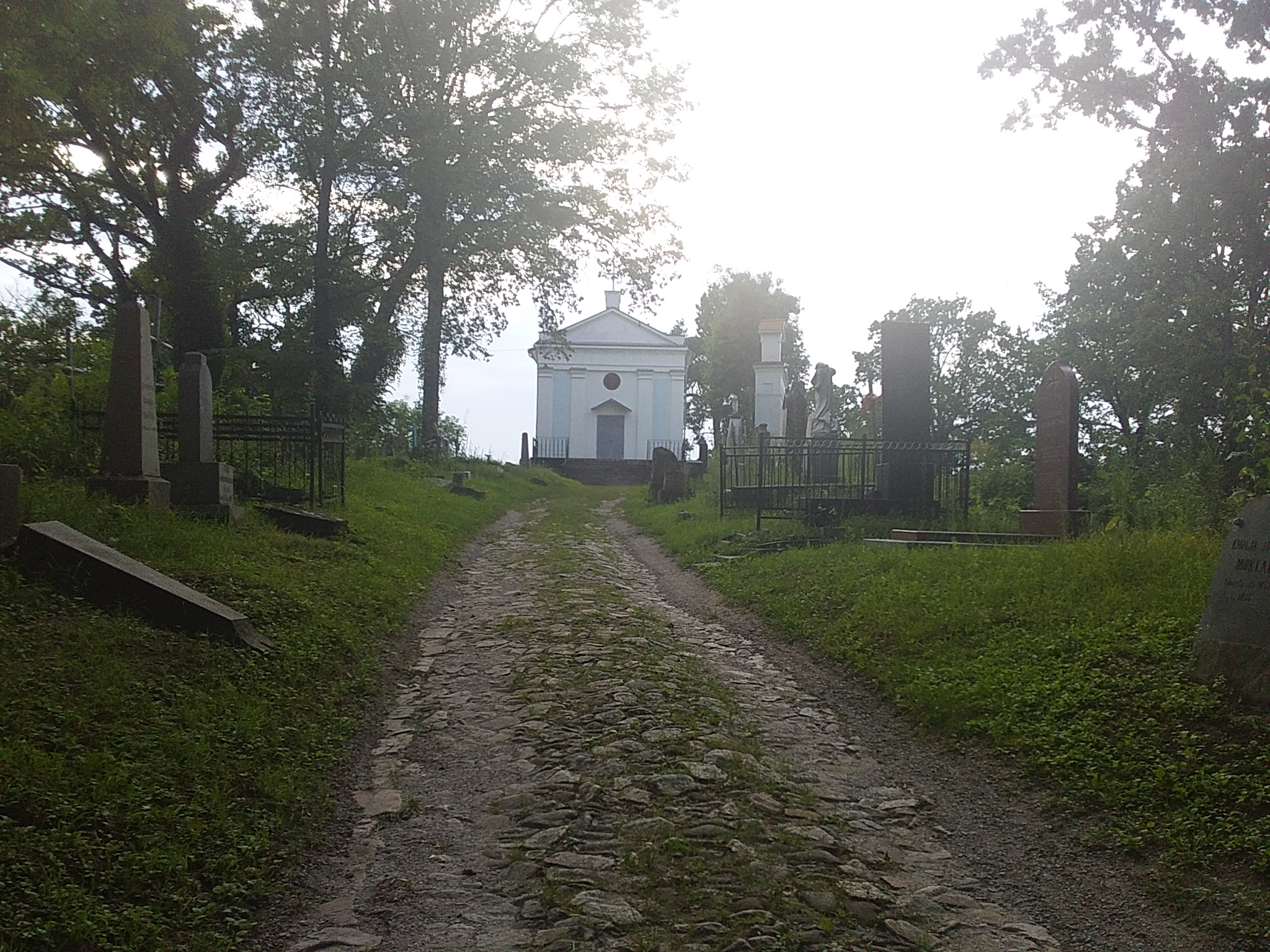
Дорога до каплиці

## Поховані
- Юліуш Зарембський (1854—1885) — видатний польський піаніст і композитор, учень Ференца Ліста.
- Леонард Страшинський (1828—1879) — художник, академік Імператорської академії мистецтв у Санкт-Петербурзі. Працював у галузі літографії, писав портрети та жанрові твори.
- Єжи Олізар (1858—1913) — внук сенатора каштеляна Королівства Польського Нарциза Олізара.
- Едвард Галлі (1834—1898) — лікар, колекціонер.
- Марія Пустовойтова (1818—1888) — мати відомої діячки польського національно-визвольного руху Анни Пустовойтової.
- Павлина Грабовска (бл. 1817—1892) — дружина Міхала Грабовського, письменника та літературного критика.
- Марія Класс-Казановська (1857-1898) — художниця, учениця Войцеха Ґерсона.
- Броніслав і Станіслав Матиєвич-Мацеєвич (1882,1888—1911) — брати, одні з перших авіаторів у Російській імперії. Загинули під час показового польоту на аероплані.
- Кароль Антоній Недзялковський (1846—1911) — римо-католицький релігійний діяч, єпископ.
- Лонгін Жарновецький (1842—1915) — луцько-житомирський єпископ.
- Анджей Федукович (1875—1925) — священник, жертва сталінського терору[4][7].

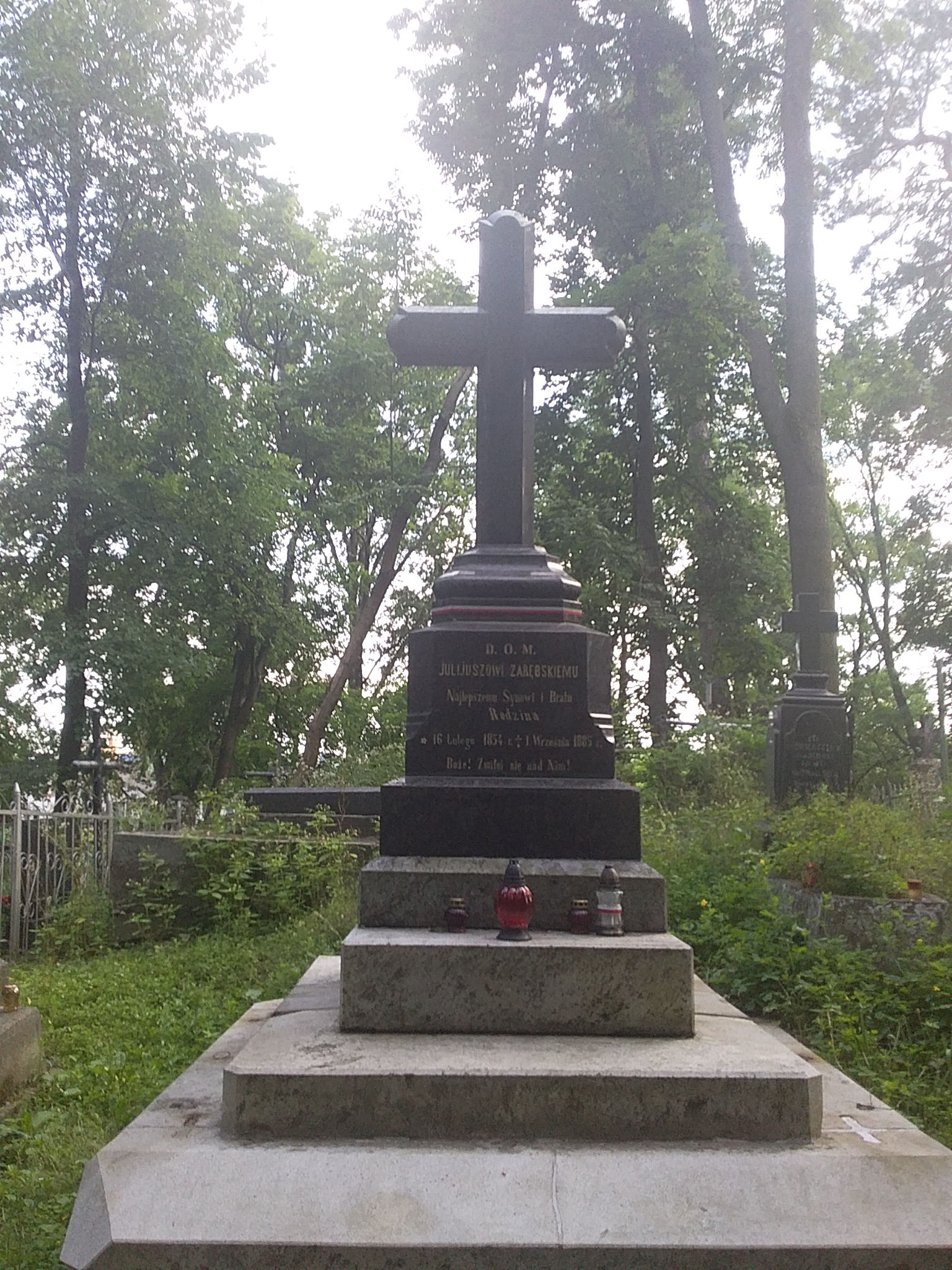
Поховання Юліуша Зарембського
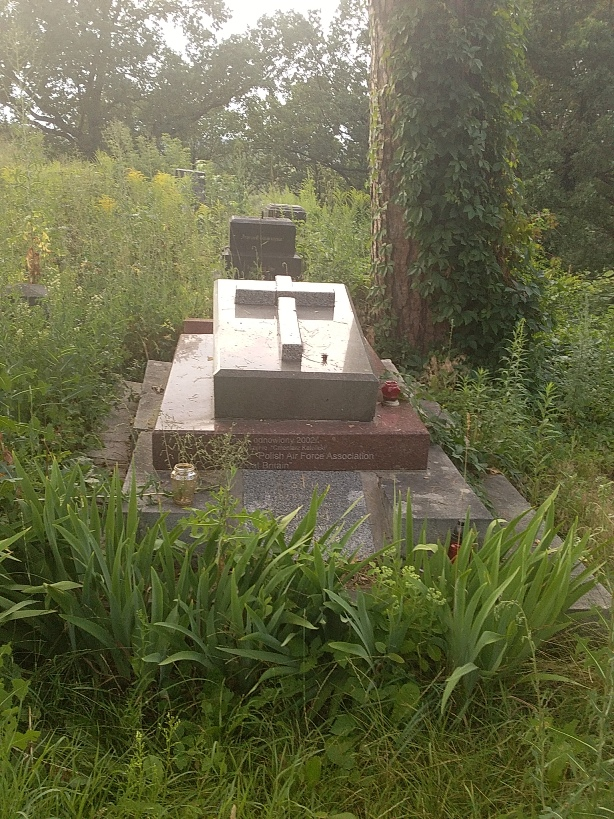
Могила Анджея Федуковича
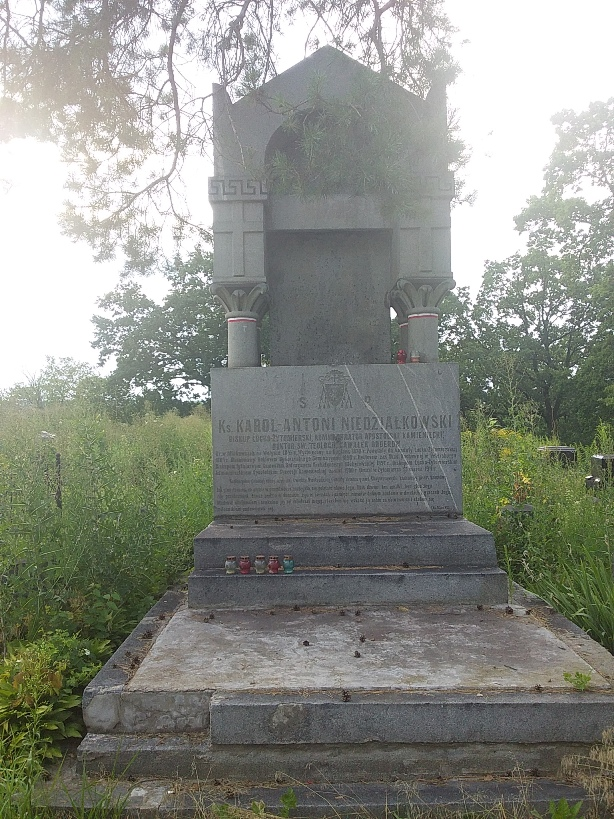
Поховання єпископа Недзялковського
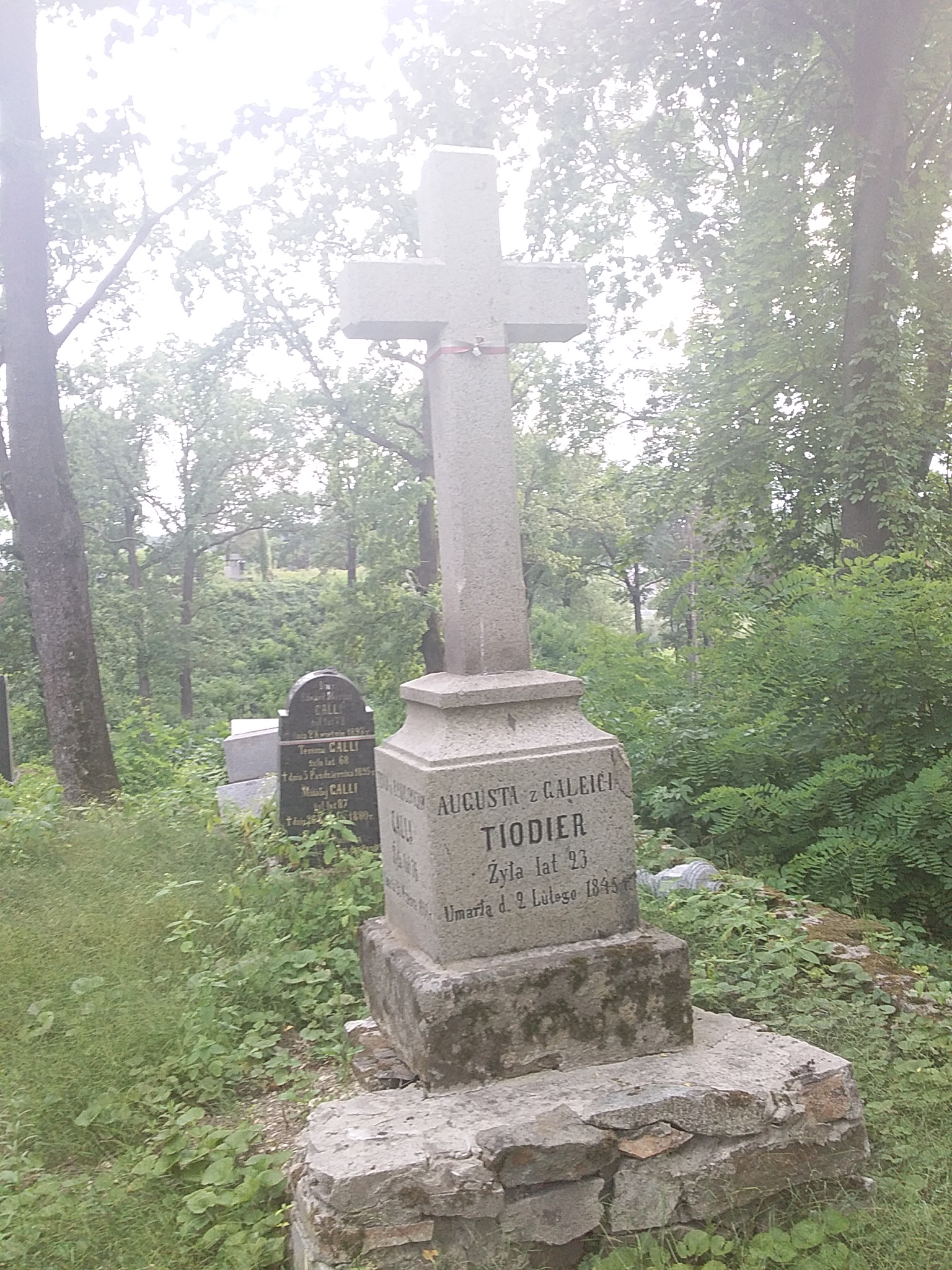
Ділянка з похованнями родини Галлі
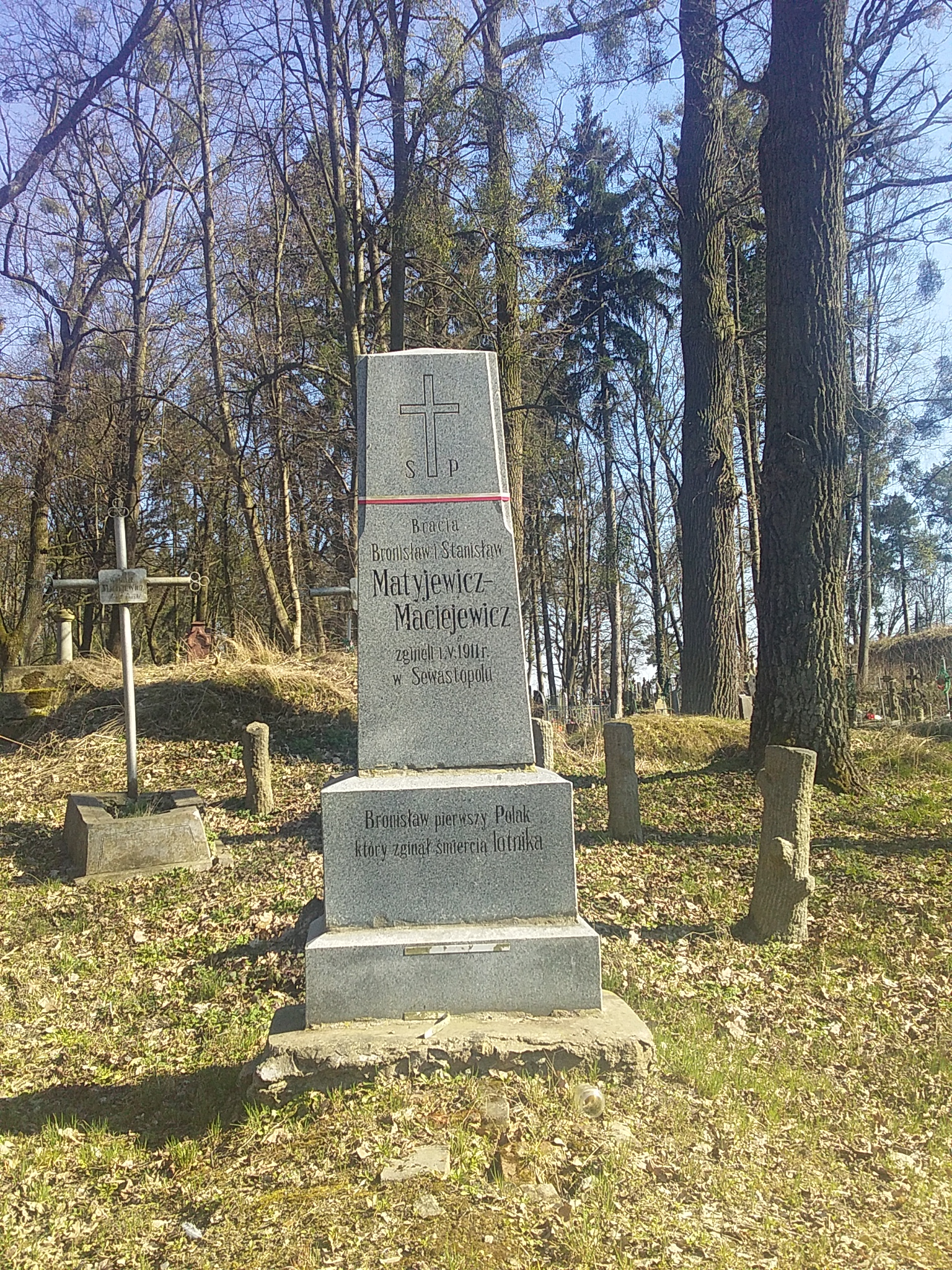
Могила Броніслава і Станіслава Матиєвич-Мацеєвич
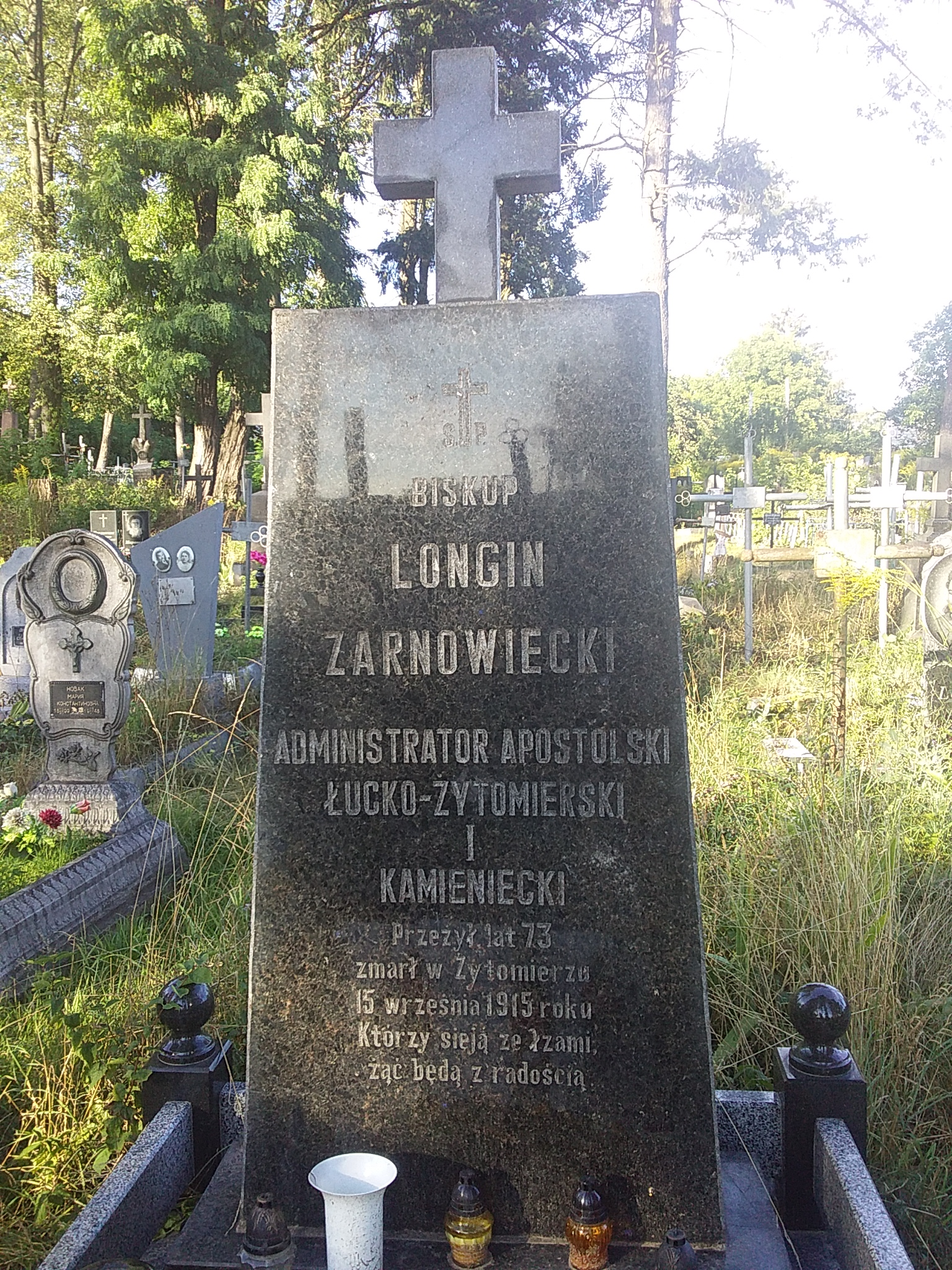
Поховання Лонгіна Жарновецького
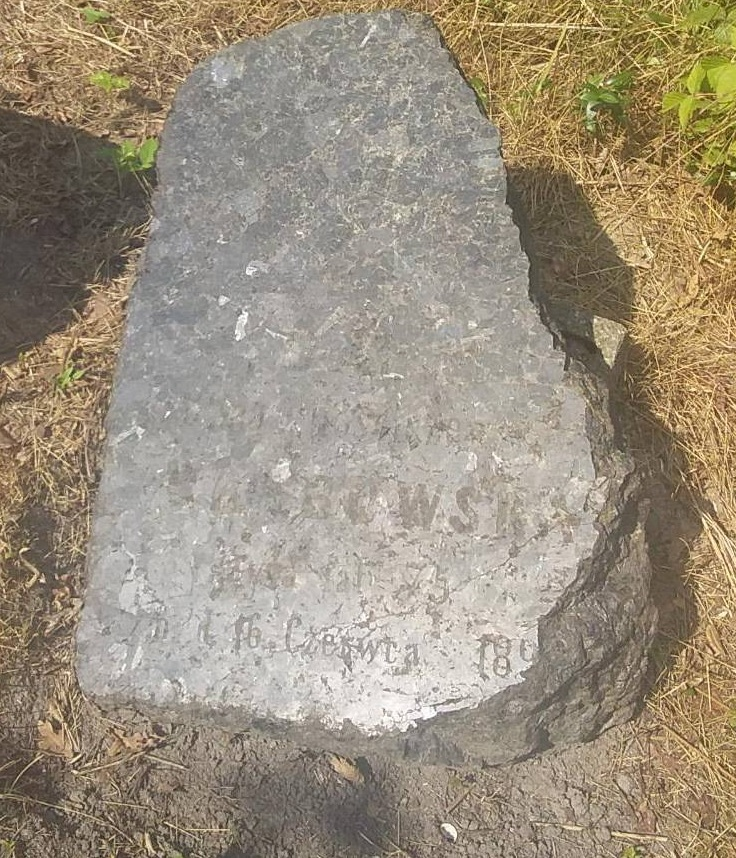
Фрагмент надгробка Павлини Грабовської
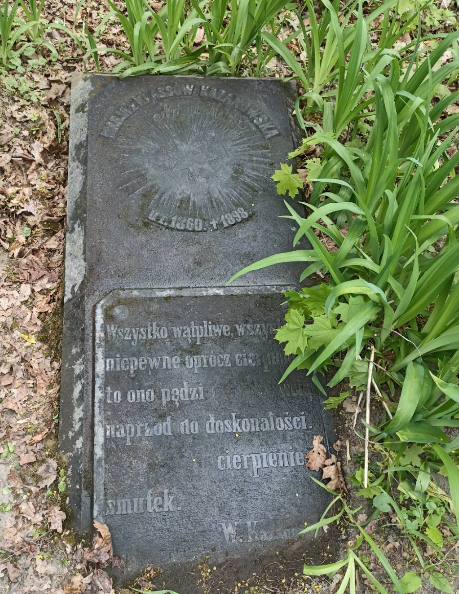
Могила художниці Марії Класс-Казановської